# Thomas Schmidinger

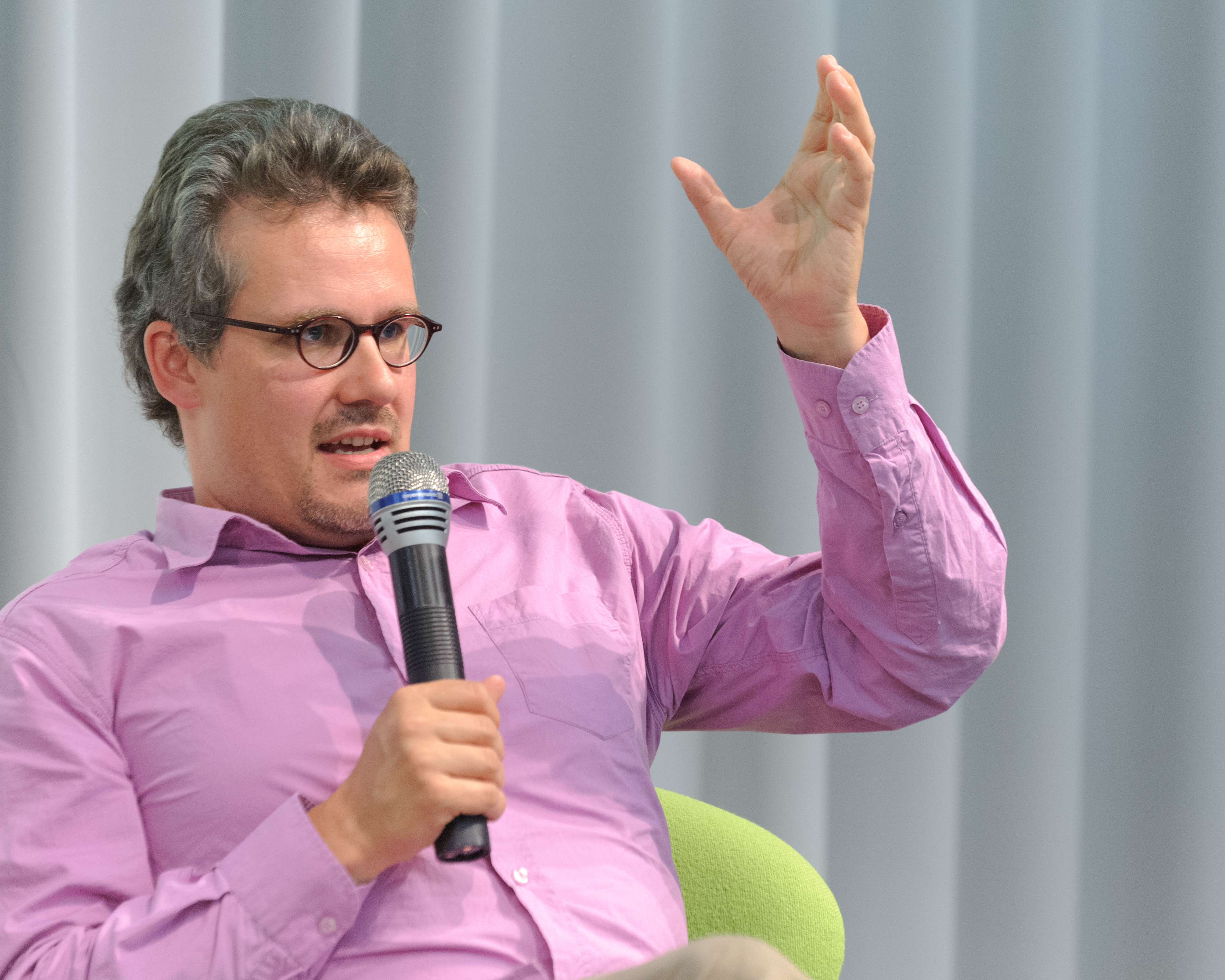
Thomas Schmidinger, 2012

Thomas Schmidinger (* 25. August 1974 in Feldkirch) ist ein österreichischer Politikwissenschaftler und Sozial- und Kulturanthropologe mit den Schwerpunkten Kurdistan, Jihadismus, Naher Osten und Internationale Politik. Er unterrichtet u. a. an der Universität Wien und ist Associate Professor an der University of Kurdistan Hawler.

## Leben
Schmidinger wurde 1974 in Feldkirch geboren, verbrachte jedoch auch viel Zeit bei der Familie seines Vaters in Fusch an der Glocknerstraße. Er besuchte die Volksschule und Hauptschule in Feldkirch und war von 1988 bis 1990 an der HTL Rankweil für Nachrichtentechnik, von der er 1990 in die Fachschule für Nachrichtentechnik an der HTL Rankweil wechselte. Schmidinger war seit seinem fünfzehnten Lebensjahr in verschiedenen linken, ökologischen und antifaschistischen Gruppierungen aktiv, gründete in Vorarlberg die Jugendinitiative Pangea und die dortige Landesorganisation der Grünalternativen Jugend.
Von 1994 bis 1996 war er auch als erster und einziger Bundeskoordinator der Grünalternativen Jugend aktiv, trat im Herbst 1996 allerdings aus dieser aus und war danach nur noch in parteiunabhängigen linken Projekten aktiv. Im Rahmen seiner antirassistischen Tätigkeiten erhielt er 1999, nachdem er nach dem Tod von Marcus Omofuma mit Flugblättern die Rede des damaligen Innenministers Karl Schlögl im Parlament gestört hatte, ein Jahr Parlamentsverbot.
Schmidinger trat als Jugendlicher in Vorarlberg als Dialektliedermacher auf, war an mehreren Piratenradios beteiligt und veröffentlichte Gedichte und Kurzgeschichten.
1995 erfolgte die Studienberechtigungsprüfung. Von 1995 bis 2003 absolvierte er das Studium der Politikwissenschaft und Sozial- und Kulturanthropologie an der Universität Wien und promovierte in Politikwissenschaft bei Eva Kreisky. Er ist seit 2004 Lektor am Institut für Politikwissenschaft der Universität Wien, seit 2011 als Lektor an der Fachhochschule Vorarlberg im Master für Interkulturelle Soziale Arbeit und seit 2016 an der Fachhochschule Oberösterreich, ebenfalls im MA Soziale Arbeit tätig. Weiters hält er immer wieder einzelne Lehrveranstaltungen an Pädagogischen Hochschulen, v. a. im Fortbildungsbereich.
Während seines Studiums arbeitete Schmidinger u. a. als Koordinierender Redakteur der Zeitschrift Context XXI, Koordinator der Recherche der Ausstellung Gastarbajteri im Wien Museum und im Flüchtlings- und Integrationsbereich der Caritas Österreich.
Studien- und Forschungsaufenthalten führten Schmidinger nach Syrien, Libanon, Libyen, Ägypten, Sudan, Jordanien, Türkei, Israel, den palästinensischen Autonomiegebieten, Irak und den Iran. 2010/2011 erhielt er ein Research Fellowship am Center for Austrian Studies an der University of Minnesota, und im Jahr 2012 ein Research Fellowship an der Universität Pristina mit dem MOEL-Plus-Förderprogramm der Österreichischen Forschungsgesellschaft. Schmidinger tritt immer wieder an verschiedensten internationalen Konferenzen auf und war zu den Themen Jihadismus und Kurdistan immer wieder als Gastredner im EU-Parlament, u. a. im Unterausschuss für Menschenrechte (DROI). Im Februar 2016 war er als Gastlektor an der traditionsreichen Mülkiye der Universität in Ankara tätig.
2022/2023 war er Gastprofessor an der University of Kurdistan Hawler und seit 2023 Associate Professor. 2024 wurde er Program Director des dortigen Department for Politics and International Relations.
Zudem ist er weiterhin in der Flüchtlingsbetreuung und Integrationsarbeit aktiv und hat 2014 das „Netzwerk Sozialer Zusammenhalt“ zur Deradikalisierung jihadistischer Jugendlicher und junger Erwachsener und Präventionsarbeit mitbegründet, das im Herbst 2015 den Europäischen Bürgerpreis des EU-Parlaments erhielt. Nach Zerwürfnissen zwischen dem Obmann, Moussa Al-Hassan Diaw, und einem Teil des Vorstands und Beirats, wurde der Verein im Jänner 2016 allerdings aufgelöst. Schmidinger ist seither nicht mehr in der Beratung, sondern nur noch wissenschaftlich und im Bereich der Fortbildung zum Thema Dschihadismus aktiv. Er ist Mitglied im Expert-Forum Prävention, Deradikalisierung und Demokratiekultur der Stadt Wien und weiterhin Referent zum Thema im Bereich der Erwachsenenbildung, in der Schulung von Sozialarbeitern, Polizeibeamten, Bewährungshelfern und Pädagogen. Von Februar 2016 bis Dezember 2017 war Schmidinger wissenschaftlicher Mitarbeiter am Institut für Rechts- und Kriminalsoziologie, wo er an einer Studie zu Jihadisten in Haft und einer Studie über jugendliche IS-Sympathisanten arbeitete.
Schmidinger hat auch kleinere Dokumentarfilme produziert und ist in öffentlichen Debatten in Österreich gelegentlich medial präsent. So nahm er an Fernsehdiskussionen des ORF, Puls 4 und Servus TV teil, beteiligte sich aber auch an Debatten mit migrantischen und muslimischen Vereinen.
Im Juli 2016 eröffnete Schmidinger eine Ausstellung mit seinen Fotos über Rojava im Europäischen Parlament. Obwohl dabei unterschiedliche, auch miteinander rivalisierende kurdische Akteure zu sehen waren, wurde die Ausstellung von türkischen Massenmedien als „terroristische Propaganda“ verurteilt. Von offizieller Seite protestierten der türkische Außenminister Mevlüt Çavuşoğlu und İbrahim Kalın, der außenpolitische Berater Erdogans, gegen die Ausstellung, da damit „unter dem Dach des EU Parlaments Propaganda für eine terroristische Gruppe“ gemacht werde, „die täglich türkische Bürger angreife“. Im Herbst 2016 wurde die Ausstellung schließlich auch in den Räumlichkeiten des Parlaments-Clubs der SPÖ im Parlament in Wien gezeigt.
Im September 2019 wurde Schmidinger trotz gültigen Visums und Einladungen von drei amerikanischen Universitäten am Flughafen in Amsterdam vom Department of Homeland Security daran gehindert, ein Flugzeug in die USA zu besteigen, wo er in Buchhandlungen und Universitäten die englische Übersetzung seines Buches über Afrin hätte vorstellen sollen. Gegen diese Vorgangsweise protestierte u. a. auch der amerikanische PEN-Club.

## Forschungsschwerpunkte
Schmidingers Forschungsschwerpunkte liegen im Bereich Naher Osten, Politischer Islam, Jihadismus, Irak, Sudan, Antisemitismus, Migration, Staatszerfall, Kurdistan, Internationale Politik, Staat und Religion.

## Mitgliedschaften
Schmidinger ist Vorstandsmitglied der im Nahen Osten tätigen Hilfsorganisation Liga für emanzipatorische Entwicklungszusammenarbeit LeEZA. Er ist Mitbegründer und Generalsekretär der Österreichischen Gesellschaft zur Förderung der Kurdologie / Europäisches Zentrum für kurdische Studien. Er ist Mitglied in der Österreichischen Gesellschaft für Politikwissenschaft und der Sudan Studies Association. Er war Vorstandsmitglied der IG LektorInnen und freie WissenschafterInnen, des Österreichisch-Irakischen Freundschaftsvereins Iraquna, der Gesellschaft für kritische Antisemitismusforschung, Mitglied des Senats der Universität Wien (Mittelbau) und von 2012 bis 2015 Mitglied des Betriebsrats für das wissenschaftliche Personal der Universität Wien. Seit 2024 ist er auch Mitglied des Editorial Board des in Baghdad herausgebrachten Iraqi Journal of Political Science. 

## Publikationen
- Irak – Von der Republik der Angst zur parlamentarischen Demokratie?, Hrsg. zusammen mit Mary Kreutzer, Freiburg, 2004
- ArbeiterInnenbewegung im Sudan, Frankfurt / Wien u. a., 2004
- „Dies ist kein Gottesstaat!“ Terrorismus und Rechtsstaat am Beispiel des Prozesses gegen Mohamed M. und Mona S. Hrsg. zusammen mit Eva Pentz, Georg Prack und Thomas Wittek, Wien, 2008
- Zwischen Gottesstaat und Demokratie. Handbuch des Politischen Islam. Hrsg. mit Dunja Larise, Wien, 2008.
- Vom selben Schlag... Migration und Integration im niederösterreichischen Industrieviertel Wiener Neustadt, 2008
- Dem Krieg entkommen? Tschetschenien und TschetschenInnen in Österreich. Wiener Neustadt, Hrsg. mit Herwig Schinnerl 2009
- Die Kunst der Lehre Hochschuldidaktik in Diskussion Berlin, Wien, Hrsg. mit Johanna Muckenhuber und Claus Tieber u. a., 2010
- ZusammenReden Debatten über Integration in österreichischen Kommunen Wiener Neustadt, mit Alicia Allgäuer und Mary Kreutzer, 2010
- Looming Shadows. Migration and Integration at a time of Upheaval. European and American Perspectives Washington DC, mit Vedran Džihić, 2011
- Kurdistan im Wandel. Konflikte, Staatlichkeit, Gesellschaft und Religion zwischen Nahem Osten und Diaspora Frankfurt am Main, 2011
- Gora. Slawischsprachige Muslime zwischen Kosovo, Albanien, Mazedonien und Diaspora, Wiener Verlag für Sozialforschung. Wien, 2013
- Wiener Jahrbuch für Kurdische Studien Nr. 1/2013 Schwerpunkt: Transnationalität und kurdische Diaspora in Österreich (gemeinsam mit Ferdinand Hennerbichler, Maria Anna Six-Hohenbalken, Christoph Osztovics). Wien, 2013
- The Kurdish Spring in Diaspora? Austria and its Kurds. In: Ahmad, Mohammed M. / Gunter, Michael: The Kurdish Spring.
- Krieg und Revolution in Syrisch-Kurdistan Analysen und Stimmen aus Rojava. Vierte, erweiterte und aktualisierte Auflage Wien 2017 (zuerst 2014), ISBN 978-3-85476-665-0.
- Jihadismus. Ideologie, Prävention und Deradikalisierung. Mandelbaum Verlag, Wien 2015, ISBN 978-3-85476-481-6.
- Kampf um den Berg der Kurden – Geschichte und Gegenwart der Region Afrin. Bahoe Books, Wien 2018, ISBN 978-3-903022-84-3.
- Kosovo – Geschichte und Gegenwart eines Parastaates. Bahoe Books, Wien 2019, ISBN 978-3-903290-01-3.
- Schlingelschleim und Schleimdaheim. Kinderbuch, Illustrationen von Afnan Al-Jaderi, Bahoe Books, Wien 2019.
- „Die Welt hat uns vergessen“, Der Genozid des „Islamischen Staates“, an den JesidInnen und die Folgen, Mandelbaum Verlag Juni 2019, ISBN 978-3-85476-590-5.
- The Battle for the Mountain of the Kurds: Self-Determination and Ethnic Cleansing in the Afrin Region of Rojava, PM Press, USA 2019. (Übersetzt von Michael Schiffmann, mit einem Vorwort von Andrej Grubačić)
- Sudan – Unvollendete Revolutionen in einem brüchigen Land. Bahoe Books, Wien 2020.
- Virenregime – Wie die Coronakrise unsere Welt verändert. Befunde, Analyse, Anregungen. Sammelband, hrsg. mit Josef Weidenholzer, Bahoe Books, Wien 2020.
- »Wenn der Herrgott das Wichtigste auf der Welt ist« Katholischer Traditionalismus und Extremismus in Österreich. Mandelbaum Verlag, Wien u. a. 2023, ISBN 978-3-99136-025-4.
- Die Linke in Palästina. Eine Einführung. Mandelbaum, Wien 2024, ISBN 978-3-99136-511-2.
- End of Story. Remnants of Kurdistan's Jews in the 21st Century. Transnational Press London, London 2025, ISBN 978-1-80135-323-6.
- Kobanê. Eine Stadt im Widerstand. Bahoe Books, Wien 2025, ISBN 978-3-903478-42-8.